# Distrito de Nagykáta
El distrito de Nagykáta (húngaro: Nagykátai járás) es un distrito húngaro perteneciente al condado de Pest.
En 2013 tiene 74 168 habitantes. Su capital es Nagykáta.

## Municipios
El distrito tiene 3 ciudades (en negrita), 2 pueblos mayores (en cursiva) y 10 pueblos (población a 1 de enero de 2013):
- Farmos (3507)
- Kóka (4316)
- Mende (4133)
- Nagykáta (12 576) – la capital
- Sülysáp (8188)
- Szentlőrinckáta (1915)
- Szentmártonkáta (4905)
- Tápióbicske (3331)
- Tápiógyörgye (3461)
- Tápióság (2586)
- Tápiószecső (6162)
- Tápiószele (5992)
- Tápiószentmárton (5298)
- Tóalmás (3219)
- Úri (2573)